# 고토시
고토시(일본어: 五島市)는 일본 나가사키현 서부의 고토 열도 남서부에 있는 시이다.

## 지리
나가사키항에서 약 100km 떨어진 곳에 있고 11개의 유인도와 52개의 무인도로 구성되어 있다. 주요 도서로는 후쿠에섬, 히사카섬, 나루섬 등이 있다.

## 인접하는 자치체
- 신카미고토정

## 인구
| 연도                       | 인구   | ±%     |
| -------------------------- | ------ | ------ |
| 1920                       | 68,455 | —      |
| 1925                       | 65,457 | −4.4%  |
| 1930                       | 68,798 | +5.1%  |
| 1935                       | 69,951 | +1.7%  |
| 1940                       | 66,232 | −5.3%  |
| 1945                       | 86,209 | +30.2% |
| 1950                       | 90,369 | +4.8%  |
| 1955                       | 91,973 | +1.8%  |
| 1960                       | 87,232 | −5.2%  |
| 1965                       | 78,642 | −9.8%  |
| 1970                       | 68,649 | −12.7% |
| 1975                       | 63,410 | −7.6%  |
| 1980                       | 60,947 | −3.9%  |
| 1985                       | 57,736 | −5.3%  |
| 1990                       | 54,143 | −6.2%  |
| 1995                       | 51,295 | −5.3%  |
| 2000                       | 48,533 | −5.4%  |
| 2005                       | 44,765 | −7.8%  |
| 2010                       | 40,621 | −9.3%  |
| 2015                       | 37,327 | −8.1%  |
| 2020                       | 34,391 | −7.9%  |
| Gotō population statistics |        |        |

## 역사
현재의 고토시 지역은 나라 시대에 일본과 중국 당나라 간의 교역이 이루어지는 항구였다. 후쿠에섬 북서부에 위치한 가시와자키는 동중국해를 횡단하는 견당사선의 마지막 정박지였다. 유명한 불교 승려인 구카이가 806년에 귀국 도중 폭풍우를 만나 잠시 이곳에 머무른 적이 있었다. 무로마치 시대에는 고토씨의 지배하에 있었고 16세기 말에 유럽인 선교사들의 활동이 활발해지면서 많은 사람들이 기리시탄으로 개종하였다. 에도 시대인 1603년부터는 후쿠에번에 속하게 되었다.
- 1871년 - 폐번치현으로 후쿠에현이 되었고 이후 나가사키현에 병합되었다.
- 1889년 4월 1일 - 정촌제 시행으로 미나미마쓰우라군 후쿠에촌, 오쿠라촌, 사키야마촌, 모토야마촌, 오하마촌, 가바시마촌, 히사카지촌, 도미에촌, 다마노우라촌, 미이라쿠촌, 기시쿠촌, 나루시마촌이 성립하였다.
- 1919년 10월 1일 - 후쿠에촌이 정으로 승격해 후쿠에정이 되었다.
- 1922년 9월 1일 - 도미에촌이 정으로 승격해 도미에정이 되었다.
- 1933년 11월 3일 - 다마노우라촌이 정으로 승격해 다마노우라정이 되었다.
- 1940년 11월 3일 - 미이라쿠촌이 정으로 승격해 미이라쿠정이 되었다.
- 1941년 4월 3일 - 기시쿠촌이 정으로 승격해 기시쿠정이 되었다.
- 1941년 11월 3일 - 나루시마촌이 개칭과 동시에 정으로 승격해 나루정이 되었다.
- 1954년 4월 1일 - 후쿠에정, 오쿠라촌, 사키야마촌, 모토야마촌, 오하마촌의 합병(신설 합병)으로 후쿠에시가 성립하였다.
- 1957년 3월 31일 - 가바시마촌을 후쿠에시에 편입하였다.
- 1957년 11월 1일 - 히사카지마촌을 후쿠에시에 편입하였다.
- 1962년 - 후쿠에 대화재가 발생하였다.
- 1963년 - 후쿠에 공항이 개항하였다.
- 2004년 8월 1일 - 후쿠에시, 미나미마쓰우라군 도미에정, 다마노우라정, 미이라쿠정, 기시쿠정, 나루정이 한꺼번에 합병(신설 합병)하여 고토시가 성립하였다.

## 기후
| 고토시의 기후                                                | 고토시의 기후 | 고토시의 기후 | 고토시의 기후 | 고토시의 기후 | 고토시의 기후 | 고토시의 기후 | 고토시의 기후 | 고토시의 기후 | 고토시의 기후 | 고토시의 기후 | 고토시의 기후 | 고토시의 기후 | 고토시의 기후   |
| 월                                                           | 1월           | 2월           | 3월           | 4월           | 5월           | 6월           | 7월           | 8월           | 9월           | 10월          | 11월          | 12월          | 연간            |
| ------------------------------------------------------------ | ------------- | ------------- | ------------- | ------------- | ------------- | ------------- | ------------- | ------------- | ------------- | ------------- | ------------- | ------------- | --------------- |
| 역대 최고 기온 °C (°F)                                       | 21.0 (69.8)   | 22.2 (72.0)   | 23.0 (73.4)   | 26.7 (80.1)   | 29.8 (85.6)   | 32.9 (91.2)   | 35.4 (95.7)   | 35.9 (96.6)   | 32.9 (91.2)   | 30.6 (87.1)   | 26.6 (79.9)   | 23.3 (73.9)   | 35.9 (96.6)     |
| 일평균 최고 기온 °C (°F)                                     | 10.8 (51.4)   | 11.9 (53.4)   | 14.9 (58.8)   | 19.1 (66.4)   | 23.0 (73.4)   | 25.6 (78.1)   | 29.4 (84.9)   | 30.9 (87.6)   | 27.8 (82.0)   | 23.4 (74.1)   | 18.5 (65.3)   | 13.3 (55.9)   | 20.7 (69.3)     |
| 일일 평균 기온 °C (°F)                                       | 7.6 (45.7)    | 8.3 (46.9)    | 10.9 (51.6)   | 14.9 (58.8)   | 18.8 (65.8)   | 22.1 (71.8)   | 26.2 (79.2)   | 27.3 (81.1)   | 24.1 (75.4)   | 19.5 (67.1)   | 14.6 (58.3)   | 9.8 (49.6)    | 17.0 (62.6)     |
| 일평균 최저 기온 °C (°F)                                     | 4.2 (39.6)    | 4.3 (39.7)    | 6.6 (43.9)    | 10.4 (50.7)   | 14.6 (58.3)   | 19.0 (66.2)   | 23.6 (74.5)   | 24.2 (75.6)   | 20.8 (69.4)   | 15.7 (60.3)   | 10.4 (50.7)   | 6.0 (42.8)    | 13.3 (55.9)     |
| 역대 최저 기온 °C (°F)                                       | −4.1 (24.6)   | −5.4 (22.3)   | −2.4 (27.7)   | 0.3 (32.5)    | 5.2 (41.4)    | 10.4 (50.7)   | 15.7 (60.3)   | 17.4 (63.3)   | 10.4 (50.7)   | 5.2 (41.4)    | 1.3 (34.3)    | −1.6 (29.1)   | −5.4 (22.3)     |
| 평균 강수량 mm (인치)                                        | 93.4 (3.68)   | 109.5 (4.31)  | 172.1 (6.78)  | 216.1 (8.51)  | 210.2 (8.28)  | 324.2 (12.76) | 308.8 (12.16) | 239.6 (9.43)  | 289.2 (11.39) | 132.7 (5.22)  | 134.1 (5.28)  | 108.9 (4.29)  | 2,338.8 (92.08) |
| 평균 강수일수 (≥ 0.5 mm)                                     | 12.3          | 10.8          | 11.4          | 10.3          | 10.1          | 14.1          | 12.3          | 11.9          | 10.9          | 7.2           | 10.6          | 11.6          | 133.7           |
| 평균 상대 습도 (%)                                           | 66            | 66            | 68            | 72            | 75            | 83            | 84            | 81            | 78            | 71            | 70            | 68            | 73              |
| 평균 월간 일조시간                                           | 81.5          | 107.4         | 150.9         | 175.7         | 191.0         | 122.2         | 156.9         | 197.6         | 165.4         | 177.7         | 127.8         | 96.2          | 1,745.8         |
| 출처: 일본 기상청 (평년값: 1991년~2020년, 극값: 1962년~현재) |               |               |               |               |               |               |               |               |               |               |               |               |                 |

## 교통

### 공항
- 후쿠에 공항

### 항만
- 후쿠에항(중요 항만)
- 아라카와항

### 도로
- 국도 제384호선